# 위대한 개츠비 (1974년 영화)
《위대한 개츠비》(The Great Gatsby)는 미국에서 제작된 잭 클레이튼 감독의 1974년 드라마 영화이다. 로버트 레드포드 등이 주연으로 출연하였다.
F. 스콧 피츠제럴드의 동명의 소설이 원작이며, 1977년 한국에 개봉되었다.

## 줄거리
가난한 농가에 태어나 17세로 광산 노동자가 되고 제1차 대전에 참가, 육군소위가 되어 미녀 데이지와 사랑에 빠진 개츠비는 이윽고 프랑스 전선으로 동원된다. 전쟁이 끝나 돌아오자 옛 애인 데이지가 시카고의 부호 톰과 결혼했음을 알고 절망을 안은 채 쓸쓸히 발길을 돌린다.
그로부터 8년 뒤, 개츠비는 당당하고 우아한 청년부호가 되어 데이지의 저택 앞 호반 건너 기슭에 프랑스 왕조풍의 대저택을 사들여 위세를 떨친다. 개츠비는 지난날의 빈곤과 굴욕에 복수라도 하려는 듯 밤마다 사람을 초대하여 밤새껏 파티를 벌인다. 개츠비가 이웃집 니크의 소개로 옛 애인 데이지를 만난 것은 이런 무렵이었다. 두 사람 사이에는 다시 옛사랑의 불길이 타올랐다. 두 연인은 개츠비의 자동차로 드라이브를 하는 도중 뜻하지 않게 데이지의 남편 톰의 애인인 머어틀을 역살하고 만다. 머어틀의 남편 윌리슨은 아내를 죽인 것이 개츠비의 차임을 알자 집요하게 복수를 노린다. 마침내 개츠비가 오후의 한때를 저택의 풀에서 혼자 수영하며 즐기고 있을 때 권총으로 사살하고 만다. 화려하기만 했던 개츠비는 풀 속으로 가라앉고 새빨간 피만이 풀을 물들인다. 이런 참극을 뒤에 두고 톰과 데이지 부부는 유럽으로 유유히 여행을 떠난다.

## 출연

### 주연
- 로버트 레드포드
- 미아 패로

### 조연
- 카렌 블랙
- 스콧 윌슨
- 샘 워터스톤
- 로이스 차일스

## 기타
- 원작자: F. 스콧 피츠제럴드
- 협력프로듀서: 행크 문진
- 미술: 존 복스
- 의상: 데오니 V. 알드리지